# Orden del León de Zähringen
El gran duque Carlos II de Baden instituyó la orden caballeresca del león de Zähringen el 26 de diciembre de 1812. Estaba dividida en tres clases: grandes cruces, comendadores y caballeros. 
Su divisa es una cruz paté de esmalte verde, orlada y floreada de oro, cargada con un medallón de esmalte encarnado orlado de oro: en el anverso un león del mismo metal y en el reverso un campo con el horizonte y una torre de dos cuerpos sobre un montecillo todo de esmalte al natural. 
La cinta es verde con ribetes anaranjados. La placa es una estrella de plata formada de palos lisos y escamados, cargada con el medallón del anverso, rodeado de una banda de esmalte blanco orlada de oro por ambos lados y con el mote Fur Ehre und Wahrheit en letras de oro.